# Brooksia berneri
Brooksia berneri är en ryggsträngsdjursart som beskrevs av van Soest 1975. Brooksia berneri ingår i släktet Brooksia och familjen bandsalper. Inga underarter finns listade.